# René II. de Rohan
René II. de Rohan (* wohl 1550; † 1586 in La Rochelle) war ab 1575 Vicomte de Rohan, Prince de Léon, Graf von Porhoët, Seigneur de Pontivy et de Frontenay und ein hugenottischer Militärkommandeur.

## Herkunft
René II. war der jüngste Sohn von René I., Vicomte de Rohan († 1552), und Isabeau d’Albret († nach 1560, Tochter von Jean d’Albret und Königin Katharina von Navarra). Er war somit der Vetter von Jeanne d’Albret, Königin von Navarra († Juni 1572).
Jeanne d’Albret ernannte ihn im Alter von 19 Jahren zum Lieutenant-général in ihren Gebieten für ihren Sohn Henri (1553–1610) bis zu dessen Volljährigkeit. Er befehligte 1570 die calvinistische Armee, eroberte die Inseln der Saintonge, Brouage und Saintes und belagerte Saint-Jean-d’Angély, als ihn die Nachricht von der Befriedung dazu veranlasste, die Waffen niederzulegen (Dritter Hugenottenkrieg).
Er war in Paris, als das Bartholomäus-Massaker (August 1572) stattfand, und er wohnte im Faubourg Saint-Germain zusammen mit anderen calvinistischen Herren, die wie er von einem unbekannten Abgesandten gewarnt wurden und sich rechtzeitig retten konnten – kaum hatten sie ihr Haus verlassen, als die Soldaten und Schweizer der königlichen Leibgarde unter der Führung von Höflingen alle Anwesenden überfielen.
1574/75 verteidigte er die Burg Lusignan, als sie von den Katholiken belagert wurde (Fünfter Hugenottenkrieg).
Mitte 1575 trat er die Nachfolge seines Bruders Henri I. de Rohan als Vicomte de Rohan, Prince de Léon und Comte de Porhoët etc. an.
Mit Briefen, die am 1. Januar 1581 in Coutras datiert waren, bestätigte Heinrich von Navarra ihm die Vollmachten, die er durch Jeanne d’Albret erhalten hatte.

## Ehe und Nachkommen
René II. heiratete um 1576 Catherine de Parthenay (* 1553/54; † 26. Oktober 1631), Erbtochter von Jean L’Archevêque de Parthenay, Seigneur de Soubise, und Antoinette Bouchard d’Aubeterre, Witwe von Charles de Quellenec, Baron du Pont (Pont-l’Abbé), der in der Bartholomäusnacht gestorben war.
Als sein Bruder Henri noch lebte, hatte er sich um die Hand Catherines bemüht, wurde aber zurückgewiesen, solange er noch der jüngere Sohn der Familie war – erst als sie von einem Boten über den Tod des Bruders im Juni 1575 informiert worden war, stimmte sie der Ehe zu.
Ihre Kinder waren:
- Catherine (* 20. Juni 1578; † 10. Mai 1607); ⚭ 26. August 1604 Johann II. (* 26. März 1584; † 9. August 1635), Herzog von Zweibrücken, Pfalzgraf bei Rhein
- Henri II. (* 21. August 1579; X 13. April 1638), Juni 1603 Duc de Rohan, Pair von Frankreich; ⚭ 13. Februar 1605 Marguerite de Béthune (* 1595; † 21. Oktober 1660), Tochter von Maximilien de Béthune, duc de Sully (Haus Béthune)
- René (* 1581; † 1581/82)
- Benjamin (* 1583; † nach 1641), Juli 1626 Duc de Frontenay, Seigneur de Soubise
- Anne (* wohl 1584; † 29. September 1646)
- Henriette († Juli 1629)